# Stefan Jansson (forskare)
Stefan Jansson, född 5 februari 1959 i Sveg, Härjedalen, är en svensk forskare inom växtfysiologi, verksam vid Umeå Plant Science Centre (UPSC) – ett centrum för experimentell växtforskning bildat 1999 som ett samarbete mellan institutionen för skoglig genetik och växtfysiologi vid Sveriges lantbruksuniversitet och Institutionen för fysiologisk botanik vid Umeå universitet.

## Biografi
Stefan Jansson disputerade 1992 i växters cell- och molekylärbiologi vid Umeå universitet. 1994 gjorde han sin postdoc vid Den Kongelige Veterinær- og Landbohøjskole (KVL) – numera Biovetenskapliga fakulteten vid Köpenhamns universitet, blev året därpå forskarassistent vid Umeå universitet och 1996 docent vid samma lärosäte.
2002 utnämndes han till professor vid Institutionen för fysiologisk botanik vid Umeå universitet och UPSC – som räknas som en av norra Europas främsta miljöer för växtbiologisk forskning. Stefan Jansson valdes 2014 in i Kungliga vetenskapsakademien (KVA), och 2017 i Ingenjörsvetenskapsakademien (IVA). 
På senare år har han medverkat flitigt i debatten om så kallade GMO (genetisk modifierade organismer, främst växter), bland annat vad gäller EU-lagstiftning och framtida livsmedelsförsörjning i världen. 

## Forskning
Janssons forskning har i stora drag kretsat kring fotosyntesen, hur årstidsväxlingar påverkar trädens (framför allt aspens) fysiologi, samt skoglig genetik – han var bland annat en av de drivande forskare vid UPSC som i samarbete med SciLifeLab 2013 blev först i världen att kartlägga granens genom.
För närvarande (våren 2015) leder han en forskargrupp under rubriken Light, Senescence and Natural Variation ("Ljus, vissnande och naturlig variation"). Gruppen studerar bland annat vilka gener som gör aspar olika och hur de anpassar sig till klimatet på olika breddgrader – hur träden "vet" att det är höst och hur höstfärgerna uppstår – samt specifika proteiners funktion i fotosyntesen och hur växterna fångar in solljuset.

### GMO-debatten
Stefan Jansson har också engagerat sig i den allmänna debatten om eventuella risker med genmodiering av växter, särskilt forskares möjlighet att använda sådan teknik i växtförädling. Redan 2012 höll Jansson en föreläsning i UR Samtiden med titeln Fakta, myter och lagar, där han ifrågasatte regeln att växter framtagna med GM-teknik måste gå igenom en strikt riskbedömning, samtidigt som andra växter med samma egenskaper inte alls riskbedöms.
År 2015 publicerades boken Bortom GMO: Vetenskap och växtförädling för ett hållbart jordbruk, skriven Jansson tillsammans med Torbjörn Fagerström och Roland von Bothmer, som alla är ledamöter i Kungliga vetenskapsakademien. Året därpå blev han (troligen) den första som odlat CRISPR/Cas9-modifierad kål i sin trädgård – och sedan provsmakat denna tillsammans med en reporter från Sveriges Radio-programmet Odla med P1.

## Utmärkelser (i urval)
- 2013 – Roséns Linnépris i botanik[8]
- 2015 – SPPS populariseringspris[9]
- 2015 – Baltics samverkanspris med populärvetenskaplig inriktning[10]
- 2015 – Institute of Forests Biosciences (IFB); årets skogsbioteknolog[11]
- 2017 – Stiftelsen ÅForsks Kunskapspris[12]

## Mer att läsa, se och höra
- ”Hur vet trädet att det är höst?” (TV, 22 min). SVT UR Samtiden/Kunskapskanalen. 5 februari 2014. Arkiverad från originalet den 9 april 2015. https://web.archive.org/web/20150409121516/http://www.ur.se/Produkter/181975-UR-Samtiden-Hur-vet-tradet-att-det-ar-host. Läst 2 maj 2015.
- Jansson, Stefan (2 juli 2014). ”Gröna politiker måste tåla grön granskning”. SvD Brännpunkt. https://www.svd.se/a/c9f67d54-bf34-3397-aca0-f714801c5b8d/grona-politiker-maste-tala-gron-granskning. Läst 5 maj 2015.
- Jansson, Stefan (20 november 2014). ”Ekologisk odling har blivit bakbunden”. SvD Brännpunkt. http://www.svd.se/opinion/brannpunkt/ekologisk-odling-har-blivit-bakbunden_4121539.svd. Läst 4 maj 2015.
- ”Granar rules the world” (poddsändning, 52 min). Sveriges Radio, P3: Institutet. 17 december 2014. http://sverigesradio.se/sida/avsnitt/482622?programid=4131. Läst 4 maj 2015.
- Jansson, Stefan (17 september 2015). ”Akademin i storskogen”. Tidningen Curie – Gästblogg. http://bloggar.tidningencurie.se/stefanjansson/akademin-i-storskogen/. Läst 17 september 2015.
- ”To be or not be a GMO, that is the question” (på engelska) (Youtube video, 15 min). TEDxUmeå. 2 juni 2016. https://www.youtube.com/watch?v=kyrsNa1jLpo. Läst 14 juni 2016.